# Municipio de Washington (condado de Morris)
El municipio de Washington (en inglés: Washington Township) es un municipio ubicado en el condado de Morris en el estado estadounidense de Nueva Jersey. En el año 2010 tenía una población de 18,533 habitantes y una densidad poblacional de 159 personas por km².

## Geografía
El municipio de Washington se encuentra ubicado en las coordenadas 40°47′43″N 74°47′27″O / 40.79528, -74.79083.

## Demografía
Según la Oficina del Censo en 2000 los ingresos medios por hogar en el municipio eran de $97,763 y los ingresos medios por familia eran $104,926. Los hombres tenían unos ingresos medios de $76,791 frente a los $41,759 para las mujeres. La renta per cápita para la localidad era de $37,489. Alrededor del 2.3% de la población estaba por debajo del umbral de pobreza.